# باول جيربر
باول جيربر (بالألمانية: Paul Gerber)‏ هو فيزيائي ألماني، ولد في 1854 في برلين في ألمانيا، وتوفي في 13 أغسطس 1909 في فرايبورغ في ألمانيا.